# Тейтум, Джейсон
Джейсон Кристофер Тейтум старший (англ. Jayson Christopher Tatum Sr.; род. 3 марта 1998, Сент-Луис, Миссури) — американский профессиональный баскетболист, выступающий за команду Национальной баскетбольной ассоциации «Бостон Селтикс». Играет на позиции лёгкого форварда. Выступал за команду Дьюк в студенческом баскетболе. Был выбран на драфте НБА 2017 года в первом раунде под общим третьим номером.
Пятикратный участник матча всех звезд НБА, четыре раза попадавший в сборную всех звезд НБА, Тэйтум был признан самым ценным игроком финала Восточной конференции НБА в 2022 году и помог «Селтикс» выйти в финал НБА. В 2024 году он привел команду к лучшим в лиге 64 победам и чемпионству. Тэйтум также выиграл золотую медаль в составе олимпийской сборной США в Токио в 2020 году. Ему принадлежат рекорды по количеству очков, набранных в матче всех звезд НБА (55) и по количеству очков, набранных в седьмой игре любой серии плей-офф НБА (51).

## Карьера в школе
Джейсон учился в подготовительной школе Шаминад (Крив-Коеур, Миссури). В первом классе он набирал 13,3 очка и 6,4 подбора за игру. Во втором классе его показатели улучшились до 26 очков и 11 подборов в среднем за игру.
В третьем классе средние показатели Тейтума составили уже 25,9 очков, 11,7 подборов и 3,7 передачи за игру. Летом 2015 года Джейсон присоединяется к команде St Louis Eagles, играющей в любительской лиге США (AAU).
Перед последним годом обучения в школе Тейтум выразил намерение играть за университет Дьюка, где в своё время учился его отец. Главными достижениями последнего школьного сезона были: 40 очков и 17 подборов в победной игре против Малика Монка и его команды из школы Бентонвилла, 46 очков в игре против подготовительной школы Хантингтона и 40 очков в игре против Маркелла Фульца и его команды из католической школы ДеМата. В целом, средний показатель в четвёртом классе школы составил 29,6 очков и 9,1 подборов. В 2016 году Джейсон был назван игроком года Gatorade. В январе 2016 года он принял участие в игре McDonald's All-American, где выиграл конкурс навыков, а также играл в основном матче, где набрал 18 очков и 8 подборов. Также Тейтум принял участие в играх Jordan Brand Classic и Nike Hoop Summit.

## Карьера в колледже
Тейтум оценивался как пятизвёздочный кандидат на драфт НБА и рассматривался, как третий номер в списке лучших игроков 2016 года по версии ESPN. В 2016 году Джейсон поступает в Дьюкский университет где играл за «Дьюк Блю Девилз».
По завершении первого года обучения в колледже Тейтум заявил о намерении выставить свою кандидатуру на драфт НБА 2017 года, где ему прогнозировали выбор в первом раунде.

## Профессиональная карьера

### Бостон Селтикс (2017—н.в.)
22 июня 2017 года Джейсон Тейтум был выбран на драфте НБА 2017 года под общим 3-м номером командой «Бостон Селтикс». 1 июля 2017 года он подписал контракт с «Селтикс». Во время летней лиги НБА в Юте Тейтум набирает 18,7 очков, 9,7 подборов, 2,3 перехвате и 2 передачи в среднем за игру. Позже в Лас-Вегасе его результаты составили 17,7 очков, 8 подборов, 1 передача и 0,8 блок-шотов.
В своем дебютном матче в НБА против «Кливленд Кавальерс» Тейтум сразу сделал дабл-дабл (14 очков и 10 подборов). Рекорд карьеры в 24 очка он установил 24 октября 2017 года в игре против «Нью-Йорк Никс». В декабре 2017 года молодой баскетболист был назван новичком месяца Восточной Конференции НБА.
Селтикс окончил регулярный чемпионат на втором месте в Восточной Конференции с результативностью 55-27. В первой игре плей-офф против «Милуоки Бакс» Тейтум сделал дабл-дабл из 19 очков и 10 подборов. В четвёртой игре он забросил 21 очко, а в шестой игре — 22 очка. 20 очков баскетболиста в седьмой игре вывели Бостон в следующий раунд. В первой игре второго раунда против «Филадельфия Сиксерс», Тейтум установил личный рекорд плей-офф в 28 очков, команда при этом выиграла. Джейсон стал первым новичком Бостона, забившем более 25 очков в игре плей-офф после Ларри Бёрда.
В межсезонье 2020 года игрок переподписал контракт с «Селтикс». Новое соглашение рассчитано на 5 лет, Тейтум сможет получить 195 миллионов долларов США, при условии соблюдения всех условий контракта.
19 февраля 2023 года в Матче всех звёзд НБА, Тейтум набрал 55 очков, 10 подборов и шесть передач, побив предыдущий рекорд Энтони Дэвиса (52 очка), а также получил награду самого ценного игрока матча. Тейтум также стал первым игроком в истории НБА, набиравшим не менее 50 очков в матче регулярного сезона, плей-офф и Матче всех звёзд.
31 марта 2023 года в матче против «Милуоки Бакс» Тейтум побил рекорд Пола Пирса по матчам за «Селтикс» с 40 и более набранными очками.
В сезоне 2022/23 Джейсон Тейтум стал 1-м игроком в истории «Бостона», который набирал в среднем 30 и более очков по итогам регулярного сезона.

#### Сезон 2023/24: Первое чемпионство
4 ноября 2023 года Тейтум набрал 32 очка и 11 подборов в победе над «Бруклин Нетс» со счетом 124—114 и стал самым молодым игроком «кельтов», набравшим 10 000 очков за карьеру в возрасте 25 лет и 246 дней. 20 ноября он набрал максимальные в сезоне 45 очков, а также 13 подборов и шесть передач в овертайме в матче с «Шарлотт Хорнетс». 25 января 2024 года Тейтум был включен в стартовый состав Восточной конференции на Матче всех звезд НБА 2024 года, что стало пятым подряд и вторым подряд выбором в качестве игрока стартового состава.
13 февраля 2024 года Тейтум набрал 41 очко, 31 из которых — в первой половине игры, что стало рекордом его карьеры по количеству очков, набранных в первой половине игры — 14 подборов, пять передач и пять трехочковых бросков в победе над «Бруклин Нетс» со счетом 118:110. Он также присоединился к Ларри Берду как единственный игрок в истории «Селтикс», набравший не менее 25 40-очковых игр. 9 марта Тейтум и Браун набрали в сумме 56 очков в победе над «Финикс Санз» со счетом 117—107; Тейтум стал третьим «кельтом», забросившим 1000 трехочковых, вместе с Полом Пирсом и Брауном. «Селтикс» завершили регулярный сезон, получив первое место в НБА и преимущество домашней площадки в плей-офф впервые с сезона 2007/08.
21 апреля в первой игре серии первого раунда плей-офф против «Майами Хит» Тэйтум сделал свой первый в карьере трипл-дабл, набрав 23 очка, 10 подборов и 10 передач в победе 114-94. 21 мая в первой игре финала Восточной конференции против «Индианы Пэйсерс» Татум набрал 36 очков, включая 10 в овертайме, а также 12 подборов, четыре передачи и три перехвата в победе 133—128. Через четыре дня, в третьей игре, он снова набрал 36 очков, одержав победу со счетом 114—111. «Селтикс» выиграли серию в четырёх матчах и вышли в финал НБА 2024 года. Тэйтум стал шестым игроком в истории НБА после Тима Данкана, Джейсона Кидда, Леброна Джеймса, Николы Йокича и Луки Дончича, который лидировал по очкам, подборам и передачам в своей команде во время выхода в финал НБА.
Во второй игре Финала НБА 2024 года против «Даллас Маверикс» 9 июня Тейтум оформил почти трипл-дабл, набрав 18 очков, 12 передач и девять подборов в победе со счетом 105-98. Через три дня в третьей игре он набрал 31 очко, шесть подборов и пять передач в победе со счетом 106-99. Тейтум и Джейлен Браун стали первым дуэтом «Селтикс», набравшим не менее 30 очков, 5 подборов и 5 передач в финальной серии НБА. При этом они также превзошли Ларри Берда и Кевина Макхейла по количеству 25-очковых игр в составе дуэта «Селтикс» за всю историю плей-офф."Селтикс" выиграли серию в пяти матчах, а Тейтум набрал 31 очко, 11 передач и восемь подборов во время победы 106-88 в пятой игре. Тейтум стал шестым игроком, который возглавил свою команду по очкам, подборам и передачам во время финальной серии. Это удавалось лишь Николе Йокичу, Леброну Джеймсу, Тиму Данкану, Хакиму Оладжьювону и Ларри Берду. Он также лидировал в составе «Селтикс» по всем трем показателям во время финала НБА.

#### Сезон 2024/25: рекордное продление
1 июля 2024 года Тейтум подписал рекордный для НБА пятилетний контракт на сумму в 314 миллионов долларов, превзойдя контракт своего партнера по команде Джейлена Брауна (304 миллиона долларов).
16 ноября 2024 года Татум набрал 24 очка, 11 подборов и девять передач, а также забросил победный трехочковый в овертайме в матче с «Торонто Рэпторс». 21 декабря Татум набрал максимальные в сезоне 43 очка, а также 15 подборов и 10 передач в победе над «Чикаго Буллз». Он стал всего лишь пятым игроком в истории НБА, набравшим 40+ очков, 15+ подборов, 10+ передач и 5+ трехочковых в одной игре, наряду с Джеймсом Харденом (2 раза), Демаркусом Казинсом, Расселом Уэстбруком и Винсом Картером. Тейтум также стал первым игроком в истории «Селтикс», набравшим 40+ очков, 15+ подборов и 10+ передач в одной игре. Он также присоединился к Ларри Берду как единственный игрок «Селтикс» с трипл-даблами с 40 очками.
25 января 2025 года Тейтум набрал свое 13000 очко за карьеру, став 11-й игроком в истории «Бостон Селтикс» с таким показателем. 25 января 2025 года Тейтум был выбран в стартовую пятерку Восточной конференции на матч всех звезд НБА 2025 года, что стало для него шестым подряд выбором и третьим подряд в качестве стартера. 20 февраля Тейтум оформил четвертый в карьере трипл-дабл, набрав 15 очков, 11 подборов и 10 передач в победе со счетом 124:104. 28 февраля Тейтум записал на свой счет 46 очков и 16 подборов, а также девять передач и три блока в проигрыше от «Кливленд Кавальерс» со счетом 116:123. Он набрал 30 очков, сделал девять подборов и семь передач в первые 24 минуты, став первым игроком, достигшим таких показателей за половину игры с сезона 1997/98, когда НБА начала собирать расширенные данные по игре. 29 апреля 2025 года Джейсон Тейтум присоединился к Лэрри Берду с уникальной для франшизы «Селтикс» статистической линейкой (30+ очков, 10+ подборов и 5+ передач при бросковой эффективности (TS) в 60%) в серии плей-офф.
10 мая 2025 года Тейтум набрал 22 очка в третьем матче серии против «Нью-Йорк Никс» (115:93) обошел Коби Брайанта в списке лучших бомбардиров плей-офф моложе 27 лет. На счету игрока «Селтикс» 2894 очка. 12 мая в четвертой игре Тейтум набрал 42 очка, а также восемь подборов, четыре передачи, четыре перехвата и два блока в поражении от «Нью-Йорк Никс» со счетом 113:121. Он также сравнялся с Ларри Бердом и Джоном Хавличеком по количеству 40-очковых игр в плей-офф за всю историю «Селтикс», набрав пять таких игр. Когда до конца четвертой четверти четвертой игры оставалось 2:58, Тейтум прыгнул за мячом и получил бесконтактный разрыв ахиллова сухожилия. На следующий день он перенес операцию по восстановлению сухожилия и выбыл из строя до конца сезона, а в перспективе и на весь сезон 2025/26.

## Выступления за национальную сборную
Джейсон Тейтум выступал за сборную США на чемпионате мира по баскетболу среди юношей до 17 лет в 2014 году в Объединённых Арабских Эмиратах. Джейсон представлял США на чемпионате мира по баскетболу среди юношей до 19 лет в 2015 году в Греции.
Представляя команду США на Nike Hoop Summit 2016, Тейтум провел в игре 16 минут 57 секунд, набрав 14 очков, четыре подбора, две передачи, два перехвата и блок.
Тейтум был включен в состав олимпийской сборной 2020 года, которая не выступала в Токио до 2021 года из-за пандемии COVID-19. Он помог сборной США выиграть золотую медаль, набирая в среднем 15,2 очка, 3,3 подбора, 1,2 передачи, 0,5 перехвата и 1,2 блока, при этом в шести играх он попадал с игры 49,3% бросков. Тейтум стал вторым бомбардиром в команде после Кевина Дюранта. Он также был включен в состав олимпийской сборной 2024 года. Сборная США выиграла золотую медаль в матче против сборной Франции.

## Статистика

### Статистика в НБА
| Сезон                                                                                    | Команда | Регулярный сезон | Регулярный сезон | Регулярный сезон | Регулярный сезон | Регулярный сезон | Регулярный сезон | Регулярный сезон | Регулярный сезон | Регулярный сезон | Регулярный сезон | Регулярный сезон | Серия плей-офф | Серия плей-офф | Серия плей-офф | Серия плей-офф | Серия плей-офф | Серия плей-офф | Серия плей-офф | Серия плей-офф | Серия плей-офф | Серия плей-офф | Серия плей-офф |
| Сезон                                                                                    | Команда | GP               | GS               | MPG              | FG%              | 3P%              | FT%              | RPG              | APG              | SPG              | BPG              | PPG              | GP             | GS             | MPG            | FG%            | 3P%            | FT%            | RPG            | APG            | SPG            | BPG            | PPG            |
| ---------------------------------------------------------------------------------------- | ------- | ---------------- | ---------------- | ---------------- | ---------------- | ---------------- | ---------------- | ---------------- | ---------------- | ---------------- | ---------------- | ---------------- | -------------- | -------------- | -------------- | -------------- | -------------- | -------------- | -------------- | -------------- | -------------- | -------------- | -------------- |
| 2017/18                                                                                  | Бостон  | 80               | 80               | 30,5             | 47,5             | 43,4             | 82,6             | 5,0              | 1,6              | 1,0              | 0,7              | 13,9             | 19             | 19             | 35,9           | 47,1           | 32,4           | 84,5           | 4,4            | 2,7            | 1,2            | 0,5            | 18,5           |
| 2018/19                                                                                  | Бостон  | 79               | 79               | 31,1             | 45,0             | 37,3             | 85,5             | 6,0              | 2,1              | 1,1              | 0,7              | 15,7             | 9              | 9              | 32,8           | 43,8           | 32,3           | 74,4           | 6,7            | 1,9            | 1,1            | 0,8            | 15,2           |
| 2019/20                                                                                  | Бостон  | 66               | 66               | 34,3             | 45,0             | 40,3             | 81,2             | 7,0              | 3,0              | 1,4              | 0,9              | 23,4             | 17             | 17             | 40,6           | 43,4           | 37,3           | 81,3           | 10,0           | 5,0            | 1,0            | 1,2            | 25,7           |
| 2020/21                                                                                  | Бостон  | 64               | 64               | 35,8             | 45,9             | 38,6             | 86,8             | 7,4              | 4,3              | 1,2              | 0,5              | 26,4             | 5              | 5              | 37,0           | 42,3           | 38,9           | 91,8           | 5,8            | 4,6            | 1,2            | 1,6            | 30,6           |
| 2021/22                                                                                  | Бостон  | 76               | 76               | 35,9             | 45,3             | 35,3             | 85,3             | 8,0              | 4,4              | 1,0              | 0,6              | 26,9             | 24             | 24             | 41,0           | 42,6           | 39,3           | 80,0           | 6,7            | 6,2            | 1,2            | 0,9            | 25,6           |
| 2022/23                                                                                  | Бостон  | 74               | 74               | 36,9             | 46,6             | 35,0             | 85,4             | 8,8              | 4,6              | 1,1              | 0,7              | 30,1             | 20             | 20             | 40,0           | 45,8           | 32,3           | 87,6           | 10,5           | 5,3            | 1,1            | 1,1            | 27,2           |
| 2023/24                                                                                  | Бостон  | 74               | 74               | 35,7             | 47,1             | 37,6             | 83,3             | 8,1              | 4,9              | 1,0              | 0,6              | 26,9             | 19             | 19             | 40,4           | 42,7           | 28,3           | 86,1           | 9,7            | 6,3            | 1,1            | 0,7            | 25,0           |
| 2024/25                                                                                  | Бостон  | 72               | 72               | 36,4             | 45,2             | 34,3             | 81,4             | 8,7              | 6,0              | 1,1              | 0,5              | 26,8             | 8              | 8              | 40,3           | 42,3           | 37,2           | 88,9           | 11,5           | 5,4            | 2,1            | 0,8            | 28,1           |
|                                                                                          | Всего   | 585              | 585              | 34,5             | 45,9             | 37,0             | 84,0             | 7,3              | 3,8              | 1,1              | 0,7              | 23,6             | 121            | 121            | 39,0           | 43,9           | 34,8           | 84,1           | 8,2            | 4,9            | 1,2            | 0,9            | 24,3           |
| Наведите курсор мыши на аббревиатуры в заголовке таблицы, чтобы прочесть их расшифровку. |         |                  |                  |                  |                  |                  |                  |                  |                  |                  |                  |                  |                |                |                |                |                |                |                |                |                |                |                |

### Статистика в NCAA
| Сезон | Команда | Conf  | Class | GP | GS | MPG  | FG%  | 3P%  | FT%  | RPG | APG | SPG | BPG | PPG  |
| --- | ------- | ----- | ----- | -- | -- | ---- | ---- | ---- | ---- | --- | --- | --- | --- | ---- |
| 2016/17 | Дьюк    | ACC   | FR    | 29 | 27 | 33,3 | 45,2 | 34,2 | 84,9 | 7,3 | 2,1 | 1,3 | 1,1 | 16,8 |
| Всего | Всего   | Всего | Всего | 29 | 27 | 33,3 | 45,2 | 34,2 | 84,9 | 7,3 | 2,1 | 1,3 | 1,1 | 16,8 |
| Наведите курсор мыши на аббревиатуры в заголовке таблицы, чтобы прочесть их расшифровку Статистика приведена с сайта sports-reference.com |         |       |       |    |    |      |      |      |      |     |     |     |     |      |

## Личная жизнь
Тейтум — сын Джастина Тейтума и Бренди Коул-Барнс. Его отец — бывший профессиональный баскетболист и нынешний главный тренер команды «Иллаварра Хокс» в австралийской НБЛ. Его мать была 18-летней первокурсницей колледжа, получавшей стипендию на волейбол, когда родился Тейтум. Коул-Барнс воспитывала Тейтума как мать-одиночка. Она получила степени в области коммуникаций и политологии и окончила юридический факультет. Коул-Барнс также получила степень магистра делового администрирования.
Сын Тейтума, Джейсон-младший (по прозвищу «Дьюс»), родился в 2017 году. Тейтум проживает в Ньютоне, штат Массачусетс, где в 2019 году приобрел особняк.
Тейтум является крестником бывшего игрока НБА Ларри Хьюза, который был товарищем его отца по школе и колледжу. Тейтум также является двоюродным братом бывшего игрока НБА и нынешнего главного тренера «Лос-Анджелес Клипперс» Тайрона Лью.
Во время учёбы в средней школе Chaminade College Preparatory School Тэйтум дружил с будущим нападающим клуба НХЛ «Флорида Пантерз» Мэттью Ткачуком, так как они учились в одном классе физкультуры. Тэйтум также дружит с бывшим товарищем по команде «Дьюк» и нынешним игроком НБА Гарри Джайлсом.
Тэйтум — христианин, приписывает Иисусу свой успех в карьере. У Тэйтума есть несколько татуировок, демонстрирующих его христианскую веру. Он руководит Фондом Джейсона Тэйтума, цель которого — помочь малообеспеченным семьям построить «богатство поколений».

### Эндорсмент
По состоянию на 2017 год Татум является представителем Imo’s Pizza. 21 июня 2019 года он подписал контракт с Jordan Brand, а в 2023 году Татум получил свою собственную фирменную модель, Jordan Tatum 1. Тейтум также рекламирует Subway и Gatorade.
В феврале 2024 года Тейтум сотрудничал с финансовой компанией SoFi, чтобы помочь людям приобрести жилье в его родном городе Сент-Луисе. Компания пожертвовала 1 миллион долларов в Фонд Джейсона Тейтума на эту инициативу. В том же месяце Тейтум появился на CBS News, чтобы обсудить их усилия по повышению уровня владения жильём и финансовой грамотности. Он утверждает, что проживание в «семье с одним родителем» сделал его более щепетильным в вопросах личных финансов. В июле 2024 года Тейтум стал игроком на обложке видеоигры NBA 2K25.